# Propuesta de enmienda sobre el derecho de voto del Distrito de Columbia de la Constitución de los Estados Unidos
La Enmienda sobre el derecho de voto del Distrito de Columbia fue una enmienda propuesta al artículo cinco de la Constitución de los Estados Unidos que de haber sido aprobada habría dado al Distrito de Columbia plena representación en la Cámara de los Representantes, consiguiendo tener representación plena en el sistema de los colegios electorales, y plena participación en el proceso de enmienda de la constitución.
La enmienda fue propuesta en el Congreso el 22 de agosto de 1978. Tan sólo fue ratificada por 16 estados cuando el periodo de ratificación expiró el 22 de agosto de 1985. Faltaron 22 ratificaciones más para llegar a las 38 necesarias para poder ser adoptada.

## Texto
Section 1.  For purposes of representation in the Congress, election of the President and Vice President, and article V of this Constitution, the District constituting the seat of government of the United States shall be treated as though it were a State.
Section 2. The exercise of the rights and powers conferred under this article shall be by the people of the District constituting the seat of government, and as shall be provided by the Congress.
Section 3. The twenty-third article of amendment to the Constitution of the United States is hereby repealed.
Section 4.This article shall be inoperative, unless it shall have been ratified as an amendment to the Constitution by the legislatures of three-fourths of the several States within seven years from the date of its submission.
Sección 1. A efectos de la representación en el Congreso, elección del presidente y vicepresidente, y el artículo V de la presente Constitución, el distrito que constituye la sede del gobierno de los Estados Unidos será tratado como si se tratara de un Estado.
Sección 2. El ejercicio de los derechos y facultades conferidos en virtud de este artículo se hará por el pueblo del Distrito que constituyen la sede del gobierno, y cómo será proporcionado por el Congreso.
Sección 3. La vigésima tercera enmienda de la Constitución de los Estados Unidos queda derogada.
Sección 4. Este artículo quedará sin efecto, a menos que sea ratificado como enmienda a la Constitución por las legislaturas de las tres cuartas partes de los diversos estados en un plazo de siete años a partir de la fecha de su presentación.

## Historia legislativa
El representante demócrata Don Edwards, por California, propuso la Resolución Conjunta 554 de la Cámara en el 95.º Congreso. La Cámara de Representantes de los Estados Unidos lo aprobó el 2 de marzo de 1978, por 289 a 127 votos, y con 18 abstenciones. Como paso siguiente, el Senado de los Estados Unidos lo aprobó el 22 de agosto de 1978, por 67 a 32 votos, y una abstención. Con eso, la Enmienda de los Derechos Electorales del Distrito de Columbia se presentó a las legislaturas estatales para su posterior ratificación. El Congreso, a través de la Sección 4, incluyó en el texto de la enmienda propuesta el requisito de que la ratificación por tres cuartos de los estados (38) quedara completado en un plazo de siete años desde su aprobación por el Congreso (expirando el tiempo el 22 de agosto de 1985) a fin de que la enmienda propuesta pasara a formar parte de la Constitución. Al incluir el plazo de ratificación en el texto de la enmienda propuesta, no se podía prorrogar el mismo, como se había hecho con respecto a la Enmienda de Igualdad de Derechos.

## Proceso de ratificación

En azul, estados que ratificaron la propuesta.

Durante el período de siete años especificado por el Congreso, la propuesta sólo fue ratificada por 16 estados, muy por debajo del umbral necesario, siendo por tanto no aprobada. La enmienda fue ratificada por los siguientes estados:
1. Nueva Jersey, 11 de septiembre de 1978.
2. Michigan, 13 de diciembre de 1978.
3. Ohio, 21 de diciembre de 1978.
4. Minnesota, 19 de marzo de 1979.
5. Massachusetts, 19 de marzo de 1979.
6. Connecticut, 11 de abril de 1979.
7. Wisconsin, 1 de noviembre de 1979.
8. Maryland, 19 de marzo de 1980.
9. Hawaii, 17 de abril de 1980.
10. Oregón, 6 de julio de 1981.
11. Maine, 16 de febrero de 1983.
12. Virginia Occidental, 3 de febrero de 1983.
13. Rhode Island, 13 de mayo de 1983.
14. Iowa, 19 de enero de 1984.
15. Luisiana, 24 de junio de 1984.
16. Delaware, 28 de junio de 1984.

## Efectos de la enmienda
En caso de que consiguiera haber sido adoptada, la enmienda propuesta le habría dado al Distrito de Columbia una representación completa en ambas cámaras del Congreso. Además, esta enmienda propuesta habría derogado la Vigesimotercera Enmienda, que no permitía que el distrito tuviera más votos electorales "que el estado menos poblado", ni le otorga al distrito ningún papel en la elección de un presidente por parte de la Cámara de Representantes (o la del vicepresidente por el Senado). 
Por el contrario, esta propuesta de enmienda habría proporcionado al Distrito una participación plena en las elecciones presidenciales. También le habría permitido al Consejo del Distrito de Columbia, al Congreso, o a la gente del distrito (dependiendo de cómo se habría interpretado esta enmienda propuesta) decidir si ratificar cualquier enmienda propuesta a la Constitución, o solicitar al Congreso una convención para proponer enmiendas a la Constitución de los Estados Unidos, al igual que se permitía al resto de estados.